# Czerwona Karczma (Ostróda)
Czerwona Karczma (deutsch Rothekrug) ist ein Ort in der polnischen Woiwodschaft Ermland-Masuren. Er gehört zur Gmina Ostróda (Landgemeinde Osterode in Ostpreußen) im Powiat Ostródzki (Kreis Osterode in Ostpreußen).

## Geographische Lage
Czerwona Karczma (deutsch „Rotes Gasthaus“) liegt am Westufer des Pausen-Sees (polnisch Jezioro Pauzeńsie) im Westen der Woiwodschaft Ermland-Masuren. Bis zum Zentrum der Stadt Ostróda (Osterode in Ostpreußen) sind es drei Kilometer.

## Geschichte
Der kleine Ort Rothekrug – vor 1912 Rother Krug – bestand ursprünglich aus einem kleinen Gehöft und gehörte bis 1945 zur Stadtgemeinde Osterode im Kreis Osterode in Ostpreußen. Touristischer Anziehungspunkt war das Gasthaus „Roter Krug“, das als beliebtes Ausflugslokal Schlagzeilen machte. Hundert Meter weiter nördlich stand ein Kinderheim.
Nach der in Kriegsfolge 1945 erfolgten Überstellung des gesamten südlichen Ostpreußen an Polen erhielt Rothekrug die polnische Namensform „Czerwona Karczma“ und ist heute eine Ortschaft innerhalb der Landgemeinde Ostróda (Osterode i. Ostpr.) im Powiat Ostródzki (Kreis Osterode in Ostpreußen), bis 1998 der Woiwodschaft Olsztyn, seither der Woiwodschaft Ermland-Masuren zugehörig. Im Ort befindet sich heute das Salesianische Jugendzentrum „Oratorium Dominik“.

## Kirche
Kirchlich war Rothekrug vor 1945 sowohl evangelischer- als auch katholischerseits nach Osterode hin orientiert – und Czerwona Karczma ist es auch heute noch.

## Verkehr
Czerwona Karczma ist von Ostróda aus über eine Landwegverbindung zu erreichen. Von der Anschlussstelle Ostróda-Północ der Schnellstraße 7 aus führt eine Nebenstraße nach Czerwona Karczma.
Die nächste Bahnstation ist der Bahnhof in der Stadt Ostróda. Er liegt an der Bahnstrecke Toruń–Tschernjachowsk.